# Biodiversité de Bornéo
L'île de Bornéo se situe sur le plateau continental de Sunda, qui est une région d'Asie du Sud-Est d'une importance exceptionnelle du point de vue de la biodiversité, de la biogéographie et de la phylogéographie de la faune et de la flore, qui a éveillé l'intérêt de nombreux biologistes. Bornéo est traversée dans la plus grande longueur par l’équateur.
La biodiversité de Bornéo est remarquablement riche en raison du climat équatorial de l'île, chaud et humide. La pluviométrie à Bornéo est très importante, en moyenne de 2 000 millimètres par an sur les côtes à 4 000 millimètres dans l’intérieur. En moyenne la température est de 30° à 33° le jour, elle baisse en altitude à 20° la nuit, et à 14° en montagne au-dessus de 1 000 mètres d’altitude. Ce sont des facteurs favorables à la croissance de la végétation.

## Flore
On estime que la forêt tropicale de Bornéo abrite plus de 15 000 espèces de plantes, dont plus de 60 % sont endémiques et dont certaines ont une valeur médicinale[réf. souhaitée].

### Forêt tropicale
Il existe différentes catégories de la forêt tropicale humide à Bornéo, dont les principales sont les suivantes (de la côte vers les zones montagneuses) : 
- forêt de mangroves ;
- forêts du littoral ;
- forêts des marais ;
- forêts de plaines ;
- forêts du long des rivières ;
- forêts de tourbières ;
- forêts des massifs karstiques ;
- forêts de piémonts ;
- forêts de montagnes ;
- forêts d’altitude.

### Espèces d'arbres
Les botanistes ont recensé plus de 3 000 espèces d'arbres.
Les forêts denses de plaine sont les plus riches à Bornéo. Il faut citer l’arbre « roi de la forêt », le Koompassia (K. malaccensis, K. excelsa), qui atteint jusqu’à 70 mètres de haut (genre des Légumineuses). Le fameux « bois de fer » 
de Bornéo, belian ou ulin d’après ses noms malais, Eusideroxylon zwageri T. de B., est imputrescible et résistant au climat équatorial. Il donne notamment du bois pour la charpente et l’ossature des maisons et greniers dayak et malais. C’est aussi le domaine particulier de la famille des diptérocarpacées, dont le berceau se trouve à Bornéo. On estime à plus de 400 le nombre d’espèces de diptérocarpacées. Le genre Shorea, également un peuplement de la forêt de plaine, est l’un des plus exploités dans la construction et le mobilier, l’artisanat en général.
Les variétés de bois les plus recherchées sont actuellement les suivantes (il s’agit de bois plus connus par leurs noms malais-indonésiens) :
| Nom malais-indonésien            | Nom vernaculaire        | Caractéristique |
| -------------------------------- | ----------------------- | --------------- |
| Menggeris/Manggris               | Koompassia spp.         | très dur        |
| Ulin/Belian                      | Eusideroxylon zwageri   | très dur        |
| Durian                           | Durio zibethinus        | dur             |
| Meranti (blancs, jaunes, rouges) | Shorea spp.             | mi-dur          |
| Kapur                            | Dryobalanops spp.       | mi-dur          |
| Keruing                          | Dipterocarpus hasseltii | mi-dur          |
| Bengkirai/Bangkirai              | Hopea mengarawan        | mi-dur          |
| Gerunggang                       | Cratoxylum arborescens  | léger           |
| Jelutung                         | Dyera costulata         | très léger      |
| Lempung                          | Shorea parvifolia       | léger           |
| Nyatuh                           | Palaquium rostratum     | léger           |
| Pelai/pulai                      | Alstonia spp.           | très léger      |

## Faune

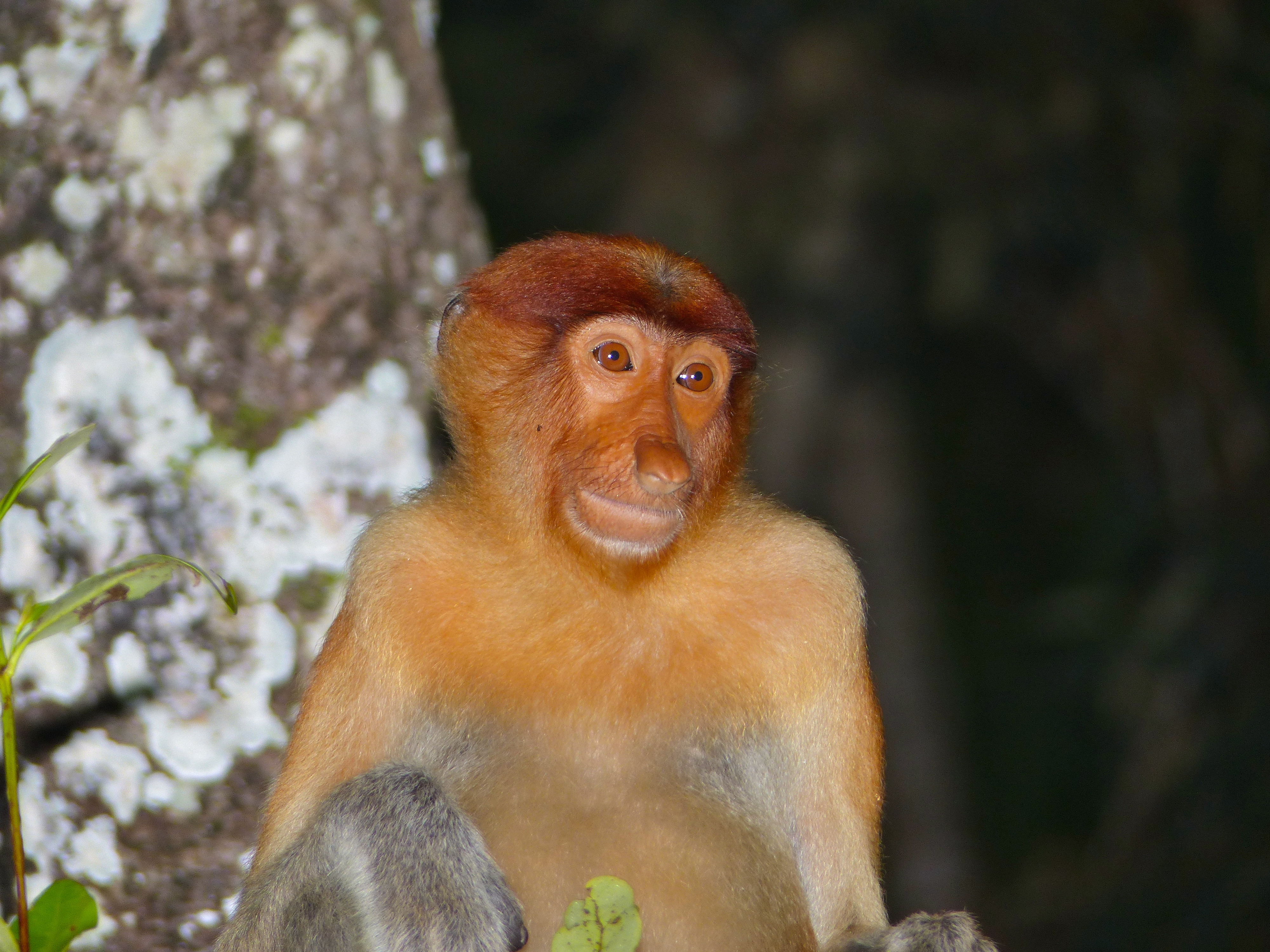
Jeune mâle nasique

La faune, avec plus de 220 espèces de mammifères, dont le fameux « homme de la forêt » l’orang-outan, et d’autres primates comme le nasique – Nasalis larvatus ou beketan appelé aussi monyet belanda à cause de sa couleur rougeâtre et de la forme de son nez – comprend aussi des gibbons et d’autres singes, sans oublier le tarsier occidental (Tarsius bancanus).
Parmi les mammifères de taille plus imposante se trouvent le rhinocéros à deux cornes (Dicerorhinus sumatrensis), aujourd’hui en voie d’extinction, et les éléphants nains qui forment une espèce endémique de l’éléphant d’Asie à Bornéo (Elephas maximus borneensis, il vit seulement au Sabah).
Il faut mentionner les dauphins d’eau douce des lacs du fleuve Mahakam (Orcaella brevirostris ou ikan pesut) 
à Kalimantan Est, et les dugong dans les zones côtières. Ils coexistent avec des sauriens, grandes tortues de terre et de rivière, les crocodiles des estuaires et des rivières, des varans de taille respectable, des serpents (pythons, cobras…). 
Il y a parmi les oiseaux le calao rhinocéros, le calao largup. 

## Menaces sur la biodiversité
Les principales menaces qui pèsent sur la biodiversité de l'île sont :
- le braconnage et le commerce illégal d'espèces sauvages ;
- l'exploitation de bois tropicaux donnant lieu à une déforestation ;
- l'exploitation minière (notamment le charbon), visant à satisfaire la demande en pleine croissance tant au niveau national qu'international, également responsable de la déforestation ;
- l'agriculture, notamment la production d'huile de palme tant dans la partie indonésienne que dans la partie malaise, qui engendre aussi de la déforestation.

Selon une étude de 2016 parue dans Scientific reports, 18,7 millions d’hectares de forêts primaires ont  disparu sur l’île de Bornéo sur les 55 millions d’hectares recensés en 1973. Mais les mécanismes en œuvre sont complexes. Les chercheurs ont ainsi déterminé que l’huile de palme est la troisième cause de déforestation derrière l’exploitation du bois et la culture d’arbres à croissance rapide pour l’industrie papetière,.

## Conséquences de la perte de biodiversité
Les estimations du WWF indiquent que si l’île de Bornéo maintient le rythme actuel de déforestation, elle sera sévèrement touchée par le changement climatique, avec des risques d’inondations et d'incendies de forêt amplifiés, des répercussions sur la santé humaine, des bouleversements des rendements agricoles et des dommages causés aux infrastructures. Enfin, les espèces marines, les reptiles et amphibiens seront gravement affectés et potentiellement décimés par tout réchauffement au-dessus des deux degrés.
La déforestation affecte gravement les peuples autochtones (Dayak, Punan, etc.) qui vivent de la forêt.
En particulier, la culture des Dayaks, un peuple riche d'environ 4 millions d'âmes qui vit dans et de la forêt de Bornéo, est durement menacée par la déforestation qui ravage leurs terres ancestrales, l’un des écosystèmes les plus riches en biodiversité de la terre. Benyamin Efraim, directeur de l’Institut Dayakologi, alerte : « Les traditions, les rituels, la médecine, bref l’identité des Dayaks est étroitement liée au cycle agricole et à leur gestion des ressources naturelles. L’extinction de leurs pratiques agricoles et forestières entrainera irrémédiablement l’extinction de leur culture ».

## Sources
- Antoni Guerreiro, « Conservation de la biodiversité et gestion des ressources. Le dilemme du développement à Kalimantan », Revue Le Banian, 15 : 70-87, 2012

1. 1 2  Bornéo : une forêt tropicale entre les océans Indien et Pacifique
2. ↑  Loïc Chauveau, « La déforestation par les palmiers à huile est bien difficile à arrêter ! », Sciences et avenir, 20 septembre 2018, lire en ligne, consulté le 28 janvier 2022
3. ↑  David L.A.Gaveau1, Douglas Sheil2, Husnayaen1, MohammadA. Salim1, SanjiwanaArjasakusuma1, MarcAncrenaz, Pablo Pacheco1 & Erik Meijaard, « Rapid conversions and avoided deforestation: examining four decades of industrial plantation expansion in Borneo », Scientific reports, 8 septembre 2016, llire en ligne, consulté le 28 janvier 2022
4. ↑  « À Borméo, les Dayaks font face à la crise écologique », Bénédicte Fiquet, 2015-2021, lire en ligne